# Jonathan Keltz
Jonathan Keltz, född 17 januari 1988 i New York, är en amerikansk skådespelare.
Keltz har bland annat medverkat i TV-serierna Wilderness och Reign. Han har även medverkat i filmen Prom.

## Filmografi (i urval)
- 2007 – American Pie Presents: Beta House
- 2009 – Hitta Pappa
- 2011 – Prom
- 2013–2017 – Reign (TV-serie)
- 2023 – Wilderness (TV-serie)